# Шубунова, Юлия Михайловна
Юлия Михайловна Шубунова (26 июня 1989) — российская футболистка, защитница. Мастер спорта России (2010).

## Биография
Воспитанница воронежского футбола, занималась с 12 лет, первый тренер — Сергей Анатольевич Томилин.
В начале карьеры выступала в первом дивизионе за «Анненки» (Калуга) и за подмосковные клубы высшей лиги — «Приалит» (Реутов), «Химки», «Россиянка» (Красноармейск). В составе «Анненки» также участвовала в соревнованиях по футзалу и стала вице-чемпионкой России 2005 года.
В 2009 году перешла в «Энергию» (Воронеж), где провела три сезона, сыграв 29 матчей в высшей лиге. Серебряный (2010) и бронзовый (2009, 2011/12) призёр чемпионата России. Финалистка Кубка России 2010 года, в финальном матче не играла.
В 2012 году перешла в «Кубаночку» (Краснодар), где преимущественно играла за дубль. За основной состав команды провела 6 матчей. С дублем краснодарского клуба стала победительницей первенства дублёров и признана лучшим игроком турнира.
В 2013 году вернулась в воронежскую «Энергию», выступавшую в первой, а затем во второй лиге. Стала победительницей зонального и финального турнира второй лиги 2014 года, признана лучшим игроком в зональном турнире и лучшей защитницей — в финале. Была капитаном команды.
Выступала за молодёжную сборную России. В составе студенческой сборной России стала серебряным призёром Универсиады 2007 года.